# Plátenický dům (Horní Branná)
Plátenický dům (také Střížkův dům) je barokní budova v obci Horní Branná. Je zapsán v seznamu kulturních památek.

## Historie

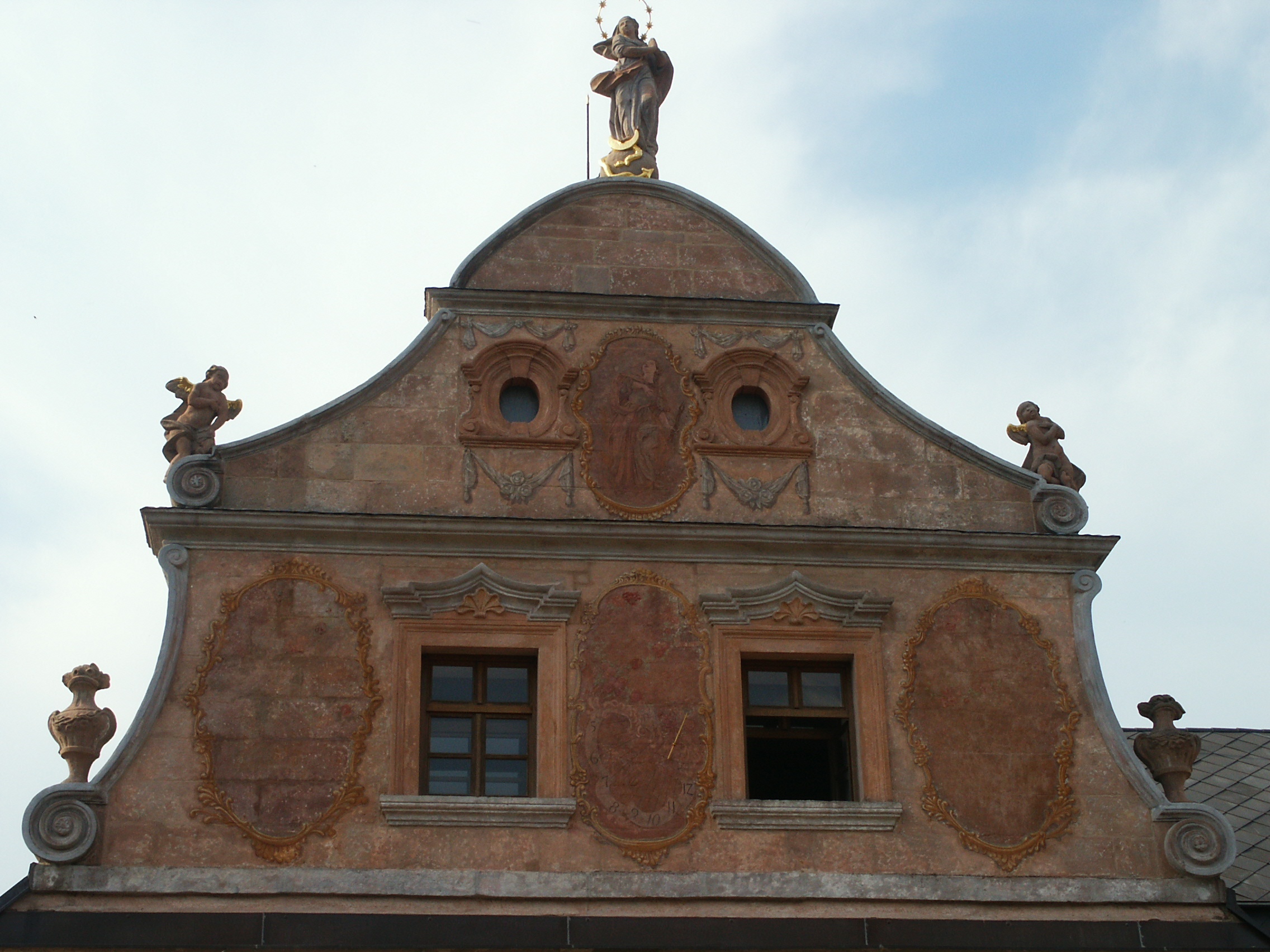
Zdobený barokní štít budovy s Pannou Marií na vrchu.

Původně renesanční dům byl postaven roku 1587 tkalcovskou rodinou Střížků. Nejvýznamnějším majitelem domu byl František Antonín Střížek (asi 1744 až 1791), obchodník a překupník plátna. Ten původní dům nechal roku 1774 přestavět v barokním stylu a otevřel v něm vlastní obchod. Nechal dostavět i přilehlou dílnu, čímž vytvořil první českou továrnu na lněné plátno. V 19. století byl dům znovu upravován.
Roku 1958 byla budova zapsána do seznamu kulturních památek. Již tehdy byla uváděna jako zpustlá. Poté se stala majetkem JZD Horní Branná. Roku 2002 získala budovu firma Reopa. Ta však nezískala peníze na jeho renovaci a dům nabídla k prodeji. Roku 2003 byl stav objektu uveden jako zcela havarijní. Předpokládalo se, že silnou zimu roku 2005 nezvládne. Dům však zakoupil Ivo Kaderka a ihned začal s jeho renovací. V létě 2010 byla otevřena v domě stálá výstava o plátenictví a galerie v podzemí. Projekt rekonstrukce vytvořila firma ABM architekti.

## Popis
Jednopatrový trojkřídlá stavba s mansardovými přístavky. Ve středním traktu se nachází arkáda o pěti obloucích. Z arkády vedou troje dveře zdobené letopočty 1587, 1777, 1850 a 1907. Fasády obou křídel domu zdobí bohaté plastiky, např. váz či andělů. Levému křídlu pak dominuje socha Panny Marie na vrcholu štítu.
Uvnitř se nachází řada vzácných fresek a kartuší, na kterých je zobrazena například svatá Apolena, patronka pláteníků.

## Kontroverze
Poté, co Ivo Kaderka začal rekonstruovat budovu, čelil kritice kvůli získání 10 milionů Kč ze státního rozpočtu. Peníze získal údajně jen díky svým kontaktům s politiky. Poté byl kritizován za údajně necitlivý přístup ke stavbě, zejména pro stavbu bazénu na nádvoří či vybudování sklepů pod hlavním vstupem.